# Acer opalus subsp. granatense
Acer opalus subsp. granatense, una subespecie de Acer opalus, es un árbol perteneciente a la familia de las sapindáceas. Es un endemismo del norte de África (cordillera rifeña de Marruecos ), isla de Mallorca y sureste de la península ibérica.

## Descripción
Es un arbusto poco elevado, de ramas abiertas o un pequeño árbol caducifolio de corteza lisa y grisácea. Las hojas son opuestas y palmadas, el pecíolo es largo y rojizo, las flores son amarillentas, dispuestas en corimbos colgantes, los frutos, que maduran en otoño, los forman dos núculas unidas (disámara).
Florece en marzo y abril (hemisferio norte), coincidiendo con la salida de las hojas.

## Hábitat
Se desarrolla sobre suelos calcáreos y lugares con suficiente humedad y frescura, siendo frecuente su localización cerca de cursos de agua y en acantilados rocosos con un poco de umbría. Necesita suelos húmedos para su óptimo desarrollo. Puede vivir hasta cien años.
Este arce no suele formar masas densas y se encuentra en lugares de umbría y humedad de robledales. Se sitúa a menudo junto con el cerezo silvestre, y en los bordes de cursos de agua. Prefiere lugares poco soleados, en barrancos con suelos frescos y profundos junto a robles, endrinos, majuelos, agracejos, tejos, etc, en el piso bioclimático supramediterráneo, entre los 1.200 y los 2.000 metros de altitud.
Es una especie amenazada en la categoría de vulnerable. Es muy apreciado en ornamentación por la belleza de su follaje y sombra espesa.

## Taxonomía
Acer opalus subsp. granatense fue descrita por (Boiss.) Font Quer & Rothm. y publicado en Sched. Fl. Iber. Selectam 1: 56, en el año 1934.
Etimología
Acer: nombre genérico que procede del latín ǎcěr, -ĕris = (afilado), referido a las puntas características de las hojas o a la dureza de la madera que, supuestamente, se utilizaría para fabricar lanzas. Ya citado en, entre otros, Plinio el Viejo, 16, XXVI/XXVII, refiriéndose a unas cuantas especies de Arce.
opalus: epíteto latíno
granatense: epíteto geográfico que alude a su localización en Granada.
Sinonimia
- Acer granatense Boiss.
- Acer italum var. granatense (Boiss.) Willk.
- Acer italum f. granatense (Boiss.) Schwer.
- Acer italum var. nevadense Boiss. ex Pax
- Acer italum f. nevadense (Boiss. ex Pax) Schwer.
- Acer opalus var. granatense (Boiss.) Maire[3]

Nombre comunes
- Castellano: ácer, acere, ácere, acirón, arce, arce de España, arce de Granada, arcere, asar, oro, oró, orón.[4]